# Niekarmia
Niekarmia (deutsch Niekarm, 1936–1945 Dürrwalde) ist eine Ortschaft in Oberschlesien. Sie liegt in der Gemeinde Rudziniec (Rudzinitz) im Powiat Gliwicki (Landkreis Gleiwitz) in der Woiwodschaft Schlesien.

## Geografie
Niekarmia liegt neun Kilometer nördlich vom Gemeindesitz Rudziniec (Rudzinitz), 23 Kilometer nordwestlich von der Kreisstadt Gliwice (Gleiwitz) und 45 Kilometer westlich von der Woiwodschaftshauptstadt Kattowitz.

## Geschichte
Der Ort entstand spätestens im 13. Jahrhundert. 1295–1305 wurde der Ort im Liber fundationis episcopatus Vratislaviensis (Zehntregister des Bistums Breslau) erstmals urkundlich als „Necarma“ erwähnt.
Der Ort wurde 1783 im Buch Beyträge zur Beschreibung von Schlesien als Niekarm erwähnt, gehörte einem Johann Gustav von Strachwitz und lag im Kreis Tost des Fürstentums Oppeln. Damals hatte er 52 Einwohner, ein Vorwerk, fünf Bauern und zehn Gärtner. 1865 bestand Niekarm aus einem Rittergut und einem Dorf. Das Gut war seit 1850 im Besitz des Herrn von Zawadzki. Der Ort hatte zu diesem Zeitpunkt vier Bauernstellen, elf Freigärtnerstellen und zehn Häuslerstellen. Kirche und Schule befanden sich in Ponischowitz.
Bei der Volksabstimmung in Oberschlesien am 20. März 1921 stimmten vor Ort 25 Wahlberechtigte für einen Verbleib Oberschlesiens bei Deutschland und 87 für eine Zugehörigkeit zu Polen. Niekarm verblieb nach der Teilung Oberschlesiens beim Deutschen Reich. 1936 wurde der Ort im Zuge einer Welle von Ortsumbenennungen der NS-Zeit in Dürrwalde umbenannt. Bis 1945 befand sich der Ort im Landkreis Tost-Gleiwitz.
1945 kam der bis dahin deutsche Ort unter polnische Verwaltung und wurde anschließend der Woiwodschaft Schlesien angeschlossen und ins polnische Niekarmia umbenannt. 1950 kam der Ort zur Woiwodschaft Kattowitz. 1999 kam der Ort zum wiedergegründeten Powiat Gliwicki und zur Woiwodschaft Schlesien.

## Bauwerke
- Wegkapelle